# Философумена
Философу́мена (др.-греч. Φιλοσοφούμενα ἢ κατὰ πασῶν αἱρέσεων ἔλεγχος — «Философски́е мне́ния, и́ли Обличе́ние на все е́реси»; лат. Philosophumena sive omnium haeresium refutatio) — обширный ересиологический трактат III века, написанный по-гречески, предположительно, Ипполитом Римским.

## Содержание трактата
Сочинение состояло из 10 книг. Оно достаточно четко структурировано. В книгах с 1 по 4 автор подробно рассматривает различные течения и мнения греческой философии и предания древней языческой магии и астрологии. Их он видит качестве источника более поздних ересей в христианском мире. В книгах с 5 по 9 описываются эти сами еретические учения, начиная с древнейших, полуязыческих и оканчивая сектами II века — каллистиан и элкасаитов.
В «Философумене», первой книге «Обличений», автор предлагает краткое изложение высказываний различных древнегреческих философов и является важным источником по досократической философии. Здесь автор обширно обращается к трудам философов, с которыми как бы связываются описываемые затем ереси. Он делит на натурфилософов (включая Фалеса, Пифагора, Гераклита), «этиков» (Сократ, Платон) и диалектиков (Аристотель и стоиков). При этом назначается Эпикуру особое место. Помимо этого здесь дается обозрение философии индийских браминов, Замолксиса и кельтских друидов, а также мифологической поэзии Гесиода.
Вторая и третья книги пока не найдены. Начало четвёртой книги — и, следовательно, её оглавление — также отсутствует. Сохранившиеся главы книги 4 опровергают учение астрологов, заблуждения астрономов, а также объясняет обман предсказателей и волшебников различных видов и направлений (при этом автор раскрывает множество их хитростей античного времени).
В 5 и 7 книге опровергаются, в частности, учения гностиков, Валентина и Василида, а также ересиарха Маркионна.
В книге 8 также опровергаются влиятельные толки — докетисты и монтанисты, а также квартодекимане.
В книге 9 автор рассматривает ложное учение Ноэта Смирнского, и, по мнению автора, странные обычаи иудеев. Эта девятая книга получила наибольшее внимание среди богословов. Автор яростно восстает против законно избранного папы Римского Каликста I. В презрительном тоне автор описывает его жизнь до избрания, обвиняет его в присвоении средств и другой преступной деятельности, резко критикует указ папы о снисхождении сексуальным грехам. Бурный спор возник также и вокруг божественной Троицы. Автор обвиняет папу в недостаточной борьбе с доктриной Савеллия — монархианством.
Книга 10, наконец, завершает всю работу кратким сокращенным изложением всего предшествующего. Автор повторяет здесь сущность рассмотренных философских и еретических учений и в заключение излагает главные черты «истинного [христианского] учения» (др.-греч. «ἀπόδειξις τῆς ἀληθείας»).

## Исследование, публикации, переводы
Сохранилось пять рукописей первой книги «Обличений», которая, вероятно, достаточно рано была отделена как своеобразный философский учебник от остального текста. Длительное время была известна лишь эта 1-я книга «Обличений», собственно «Философумена» (причем без авторства). Книги 2, 3 и начало книги 4 до сих пор не найдены. Книги 4 — 10 существуют только в парижской копии с Афона.
В более полном виде «Обличения» стали известны с 1842 года, когда греческий учёный К. Минас Миноидис открыл на Афоне её рукопись XIV века (кн. 4 — 10). Объединённый текст «Обличений» был издан сперва французом Э. Мюллером в Англии (1851), а потом немецким учёным Дункером (1852).
В европейской науке автором «Философумены», а затем и всех «Обличений» считали Оригена Александрийского («Философумена» встречалась в рукописных кодексах и помещалась в печатных изданиях сочинений Оригена), затем Епифания Кипрского, Гая Римского и Тертуллиана Карфагенского. Наконец, в середине XIX — начале XX века большинство исследователей «Обличений» высказали доказательства в пользу Ипполита. Однако, авторство Ипполита до сих пор периодически ставится под сомнение.
Частичный русский перевод «Обличений» (только книги 1 и 4) издан в журнале «Православное обозрение» за 1871 год (переиздано в сб. сочинений: Ипполит, еп. Римский, св. О Христе и антихристе. — СПб.: Библиополис, 2008. — С. 339—384).

## Издания
- Ипполит Римский. О философских умозрениях или обличение всех ересей. Кн. 1 и 4 // Пер. и предисл. П. Преображенского. / Православное обозрение, 1871.
- Origenis Philosophumena; sive, Omnium Haeresium refutatio; by Hippolytus, Antipope, ca. 170—235 or 6; Miller, E. (Emmanuel), 1810—1886; Origen. Published 1851
- «Philosophumena sive haeresium omnium confutatio opus Origeni adscriptum e codice parisino productum recensuit». Hippolytus (Antipope), Origen. Excusum in typographeo imperiali de auctoritate imperatoris, 1860
- PG 16 часть 3
- Онлайн текст (на английском языке)